# Stegonotus florensis
Stegonotus florensis es una especie de serpientes de la familia Colubridae.

## Distribución geográfica
Es endémica de la isla de Flores (Indonesia); quizá en otras islas cercanas como Sumba, aunque puede tratarse de especies distintas.